# Nerio-Tamaricetea
Nerio-Tamaricetea és una classe fitosociològica que agrupa les poblacions d'arbusts poc denses i els prats sabanoides de gramínies altes que es troben en ambients de clima termomediterrani. Es fan en rambles i depressions del terreny amb accés a l'aigua freàtica.
A les terres de parla catalana, aquesta classe conté un sol ordre, el Tamaricetalia africanae, i 3 aliances :
- Imperato-Erianthion ravennae: Comunitats sabanoides de vores de rius i séquies de regadiu
- Rubo-Nerion oleandri: Rambles de baladre, aloc i altres arbustos
- Tamaricion africanae: Bosquets de tamarius, propis d'indrets salabrosos